# Ernest Havaux
Ernest Louis Havaux, né à Calais le 25 mai 1884 est un combattant de la Première Guerre mondiale et une figure de la résistance de la Seconde Guerre mondiale.

## Biographie
D’abord soldat milicien de la classe 1903, caporal le 12 juin 1904, puis volontaire de carrière avant de devenir comme son père, après la Première Guerre mondiale, architecte géomètre et conducteur de travaux.
Il épouse Madeleine Oomen en septembre 1908 et vivent à Uccle.

### Service militaire
Classe 1903, est incorporé le 17 septembre 1903 comme remplaçant de son frère Gaston, rejoint le 8e Régiment de ligne le 30 septembre. Nommé caporal le 12 juin 1904. Le 30 septembre 1905, il passe au corps de discipline et de correction et revient au 8e de ligne le 9 avril 1906. Le 4 mai 1907, il s’engage comme volontaire de réserve pour une période de quatre ans.

### Première Guerre mondiale
Il est mobilisé le 1er août 1914 et part pour le front le 3 août avec le 2e bataillon de la 3e Compagnie du 8e Régiment de ligne de la Forteresse de Namur. Dans un secteur qui subissait de violents bombardements et de nombreux assauts, sa compagnie reçut l’ordre de combattre jusqu’au bout. Une hécatombe parmi les soldats et le matin du 23 août 1914 venant d’être nommé chef de la 6e section, sa tranchée défendant une route de Boninne à droite du Fort de Marchevolette fut encerclée par l’ennemi, il est fait prisonnier avec ses deux hommes survivants.
Il est envoyé au camp de prisonniers de Soltau. Il est mis au service cuisine du camp. En septembre 1914, alors qu’il refusait de travailler, il reçut un coup de crosse au visage qui lui brisa le nez, défonça sa mâchoire et lui cassa des dents. Il en souffrit toute sa vie. Les Allemands ne l’ont jamais soigné et on le retrouve en piteux état, fort amaigri au moment de sa libération. Son état d’épuisement est tel que le 12 juillet 1918, il passe en Suisse pour se faire soigner à Villars (Vaud). Il séjourne à l’hôtel Victoria. Il est rapatrié le 10 décembre 1918 au camp de Hoogstade (Hôpital militaire). Envoyé ensuite vers la 3e Compagnie de Récupération, il est démobilisé le 1er avril 1919 et peut enfin rejoindre son foyer.

### Entre-deux-guerres
Ernest trouve un emploi à la Sofina comme chef de bureau au service des plans. Le couple déménage du 9 rue de Forest à Uccle au 126 rue de la Hulpe à Rosières puis le 19 août 1936 à Etterbeek, 16 rue Flore (rue Ernest Havaux depuis 1948). À l’aube de la Seconde Guerre mondiale, il travaille encore à la Sofina qui a ses bureaux au 38 rue de Naples à Ixelles.

### Seconde Guerre mondiale
Il fonde en août 1940 avec Joseph Eglem et René Watteau un réseau de résistance les Trois Mousquetaires formé de trois sections Porthos (Eglem), Aramis (Watteau). Athos (Havaux). Service de renseignement et d’action et Service de renseignement Zéro. La section d’Eglem gère les actions de sabotage, filatures, dépistage de traîtres, exécutions…, celle de Watteau l’organisation et la sienne le renseignement.
Ses équipes, qui couvrent presque toute la Belgique, procurent de très nombreux et importants renseignements sur les mouvements des troupes ennemies en Belgique, déplacements de charrois, horaires spéciaux de trains (transports de troupes munitions armement…), plans des positions de batteries D.C.A., radars…, plans d’aérodromes secrets (Beauvechain, Evere…), plans d’usines produisant pour l’armée allemande (Gevaert, Ougrée-Marihaye, Courcelles…), ou d’autres servant de dépôt de munitions (Dorsée…), des rapports économiques et politiques… assurent le passage d’hommes recherchés (le colonel Auguste Dothée…, aviateurs…), vers la France zone libre, Angleterre…, la distribution de journaux clandestins tels la Libre Belgique, le Belge…, la diffusion par postes émetteurs, l’émission de faux papiers, caches d’armes…
Parmi ses nombreux recrutés il y a notamment Ferdinand Golard (alias Millimeter), photographe amateur employé à la Sofina qui microfilme de très nombreux renseignements, Corneille Beugoms (Sofina), son secrétaire Jules Bossart, l’industriel Paul Brullez (P.K. 11), François Cleiren (P.K.5, infiltration de la prison de Saint-Gilles avec l'aide de Victor Quadflieg), Léon Fynaut (P.K.4), en juin 1941 Willy Manderveld et son équipe du réseau Tegal, Omer Droussin et ses agents…
Il se démène tellement qu’il finit par être arrêté le 2 juin 1942. Les Allemands trouvent des microfilms dans les tiroirs de son bureau de la Sofina. Il est interné et mis au secret à la prison de Saint-Gilles. Il y subit ainsi que dans les bureaux de la Gestapo de l'avenue Louise de nombreux interrogatoires.
Il est condamné à mort pour espionnage le 22 septembre 1942 par le Tribunal de première instance du Conseil de guerre de l’Oberfeldkommandantur de Bruxelles, fusillé le 3 octobre 1942 et enterré au cimetière secret de Hechtel, tombe 70. Le même jour est fusillé Jean Cornez, membre du reseau Zero , groupe Athos code béret (tombe 69).
Co-condamnés :
- Edouard Cousin, prêtre (av. Brugmann), déporté à Dachau, rapatrié en mai 1945 ;
- Marie Vignol (Bd Triomphe), disparue à Ravensbrück ;
- Ferdinand Golard (rue de Gerlache), condamné à 10 ans.

### Titres - Décorations
- 1 Chevron de front, 6 Chevrons de captivité
- Médaille de la Victoire 1914-1918
- Médaille militaire
- Médaille Commémorative de la Guerre 1914-1918
- Croix de Guerre 1940-1945 avec palme
- Chevalier de l’Ordre de Léopold avec palme
- Lieutenant A.R.A.

## Sources bibliographiques
- Livre d’or de la Résistance belge, Éditions Leclercq, Bruxelles, 1948
- Yaëlle Van Crombrugge, Les espions Zéro dans l'ombre du pouvoir 1940-1944, Éditions Racine, 2013
- Fernand Strubbe, Services secrets belges, Éditeur U.S.R.A.